# 施泰因迈茨·鲍尔瑙巴什
施泰因迈茨·鲍尔瑙巴什（匈牙利語：Steinmetz Barnabás，1975年10月6日—），匈牙利男子水球运动员。他曾代表匈牙利参加2000年和2004年夏季奥林匹克运动会水球比赛，共获得二枚金牌。